# Jesus of Suburbia
«Jesus of Suburbia» és un senzill de la banda estatunidenca de punk rock Green Day, el cinquè i últim de l'àlbum American Idiot. La cançó, que va sortir el 25 d'octubre de 2005, dura al voltant de 9 minuts i consta de cinc parts:
- I - Jesus Of Suburbia: acte en què es descriu Jesus Of Suburbia (Jesús dels suburbis) i la seva vida a Jingletown, on va viure amb una dieta de gasosa i ritalin a més d'experimentar amb drogues.
- II - City Of The Damned: acte que passa durant el mes de març, on Jesus es pregunta si realment aquell és el seu lloc, ja que se sent desil·lusionat amb la seva vida.
- III - I Don't Care: acte que descriu el sentiment de Jesus cap als seus "amics de sempre", sentint-se rebutjat per ells.
- IV - Dearly Beloved: acte on es parla sobre l'assistència de Jesus a una teràpia psicològica per omplir un buit espiritual que sent pels seus amics hipòcrites.
- V - Tales From Another Broken Home: acte on es parla sobre la decisió de Jesus de deixar casa seva, el seu passat, la seva vida antiga i la decisió d'anar-se'n a viure a "la ciutat".